# Dicronorrhina johnstoni
Dicronorrhina johnstoni är en skalbaggsart som beskrevs av Waterhouse 1902. Dicronorrhina johnstoni ingår i släktet Dicronorrhina och familjen Cetoniidae. Inga underarter finns listade i Catalogue of Life.